# Greta (filme de 2018)
Greta (Greta - Viúva Solitária (título em Portugal) ou Obsessão (título no Brasil)) é um filme estadunidense de suspense psicológico de 2018 dirigido por Neil Jordan e estrelado por Isabelle Huppert, Chloë Grace Moretz, Maika Monroe, Colm Feore e Stephen Rea, e segue uma jovem que faz amizade com uma viúva solitária que se torna perturbadoramente obcecada por ela.
Teve sua estreia mundial no Festival Internacional de Cinema de Toronto em 6 de setembro de 2018, e foi lançado nos cinemas em 1º de março de 2019 nos Estados Unidos, pela Focus Features. O filme arrecadou mais de US$18 milhões e recebeu críticas mistas da crítica de cinema.

## Sinopse
Frances McCullen (Chloë Grace Moretz) é uma jovem garçonete que mora na cidade de Nova York com sua amiga e colega de quarto Erica (Maika Monroe). Frances ainda está se recuperando da morte de sua mãe um ano antes e mantém um relacionamento tenso com seu pai workaholic Chris (Colm Feore). Certa manhã, Frances encontra uma bolsa em um trem do metrô; a identidade dentro confirma que a bolsa pertence a Greta Hideg (Isabelle Huppert). Frances visita Greta para devolver a sacola e Greta a convida para uma xícara de café.
Greta diz a Frances que é viúva da França e que sua filha ainda está lá, estudando em Paris. Frances começa a passar um tempo com Greta para lhe fazer companhia, apesar das objeções de Erica de que sua amizade não é natural. Uma noite, enquanto jantava na casa de Greta, Frances encontra um armário cheio de várias bolsas, idêntico ao que ela encontrou no trem. Anexados às sacolas estão nomes e números de telefone, incluindo o de Frances.
Frances, perturbada com sua descoberta, decide cortar relações com Greta. Greta começa a perseguir Frances, vendo-se como uma substituta para a falecida mãe de Frances; ela liga para ela várias vezes e até aparece no restaurante onde Frances trabalha, causando uma cena perturbadora que resulta na hospitalização de Greta e na demissão de Frances. Greta também persegue Erica; Frances e Erica buscam uma ordem de restrição, mas são informadas de que o processo pode levar meses. Mais tarde, Frances descobre como as mentiras de Greta são profundas: ela não só é realmente húngara e não francesa, como a filha de Greta na verdade tirou a própria vida anos atrás devido ao comportamento sádico de sua mãe.
Frances está dividida entre ir para casa com o pai ou sair de férias com Erica. Erica então sugere que Frances minta para Greta, dizendo que ela está indo embora enquanto se esconde em seu apartamento. Na manhã seguinte, Frances é sequestrada por Greta; ela tranca Frances em um baú de brinquedos de madeira em uma sala secreta, então usa o telefone celular de Frances para enviar mensagens de texto separadamente para Erica e Chris, dizendo a cada um que Frances está com o outro. Quando Frances é libertada do baú, ela encontra peças de roupa e identidades de outras mulheres que Greta havia sequestrado anteriormente; está implícito que Greta tirou a vida de todos elas.
Erica e Chris acabam ficando juntos e descobrem que Frances não está com nenhum dos dois. Com o passar do tempo, Greta força Frances a aprender húngaro e a tocar piano, tentando fazer dela sua nova "filha". Durante uma aula de culinária, Frances corta o dedo de Greta com um cortador de biscoitos e a deixa inconsciente com um rolo de massa. Ela tenta escapar, mas descobre que todas as portas e janelas estão lacradas. Frances corre para o porão para procurar uma saída e encontra uma das vítimas anteriores de Greta sob um lençol de plástico. Greta se esgueira por trás de Frances e enrola uma bolsa na cabeça até desmaiar.
Chris contrata Cody, um detetive particular, para encontrar sua filha e investigar Greta. Cody descobre que Greta era anteriormente enfermeira até ser dispensada por uso indevido de anestésicos. Cody se encontra com Greta em sua casa. Frances, amordaçada e amarrada, tenta chamar sua atenção sacudindo a cama, mas Greta bloqueia o barulho com música. Quando Greta está fora da sala, Cody descobre que há uma sala secreta atrás do piano. Greta aparece de repente e enfia uma seringa em seu pescoço. Ele saca sua arma ao perder a consciência, e Greta a usa para matá-lo com um tiro.
Um período de tempo indeterminado passa. Greta deixa outra bolsa no metrô e uma jovem a leva para a casa de Greta. Ela convida a garota para entrar e faz um bule de café para elas; Greta bebe sua xícara e começa a desmaiar. A mulher de repente perde o sotaque sulista, tira a peruca e se revela Erica, tendo drogado a xícara de Greta. Ela revela que há muito tempo busca a bolsa no metrô. Greta desmaia e Erica encontra Frances. Enquanto tentam escapar, Greta, recuperando a consciência, emerge das sombras e agarra o rosto de Frances antes de desmaiar novamente.
Erica e Frances colocam o corpo inconsciente de Greta no baú de brinquedos e saem, usando uma pequena estátua de metal da Torre Eiffel para trancá-la. Depois que eles saem da sala para chamar a polícia, Greta começa a sacudir a tampa do baú e a estátua se move.

## Elenco
- Isabelle Huppert como Greta Hideg, uma obsessiva professora de piano e ex-enfermeira
- Chloë Grace Moretz como Frances McCullen, uma jovem garçonete
- Maika Monroe como Erica Penn, amiga e colega de quarto de Frances
- Colm Feore como Chris McCullen, o pai workaholic de Frances
- Stephen Rea como Brian Cody, um detetive particular
- Zawe Ashton como Alexa Hammond, amante da filha morta de Greta, Nicola
- Thaddeus Daniels como oficial Deroy
- Jeff Hiller como Maitre D 'Henri
- Parker Sawyers como gerente da Park Hill

## Produção
Em maio de 2017, foi anunciado que Isabelle Huppert e Chloë Grace Moretz haviam assinado para estrelar o filme, então intitulado The Widow. Em agosto de 2017, Maika Monroe se juntou ao elenco. Em setembro de 2017, Stephen Rea, Colm Feore e Zawe Ashton também foram adicionados.
O filme foi produzido pela Metropolitan Films em cooperação com Lawrence Bender Films, Little Wave Productions e Sidney Kimmel Entertainment. Ele também recebeu uma bolsa de produção de €650.000 do Irish Film Board.
A fotografia principal ocorreu em Dublin e nos arredores, começando em outubro de 2017. Também foi filmado em locações em Toronto e Nova York.

## Lançamento
O filme teve sua estreia mundial no Festival Internacional de Cinema de Toronto em 6 de setembro de 2018. Pouco depois, a Focus Features adquiriu os direitos de distribuição do filme por $4 milhões, embora algumas fontes acreditassem que o número chegasse a $6 milhões. Foi lançado nos cinemas em 1º de março de 2019 nos Estados Unidos.

## Recepção

### Bilheteria
Nos Estados Unidos e Canadá, Greta foi lançado ao lado de A Madea Family Funeral, e foi projetado para arrecadar cerca de $6 milhões em 2.000 cinemas em seu fim de semana de estreia. Ganhou $1.6 milhões em seu primeiro dia, incluindo $350.000 nas prévias de quinta-feira à noite. Ele estreou para US$4.6 milhões, terminando em oitavo na bilheteria.

## Recepção
Na Rotten Tomatoes, o filme detém um índice de aprovação de 60%, com base em 272 críticas, com uma classificação média de 5,7/10. O consenso crítico do site diz: "Um filme B maluco que ocasionalmente é elevado por seu talento de primeira linha, Greta mergulha de cabeça no acampamento e luta para se manter à tona". No Metacritic, o filme tem uma pontuação média ponderada de 54 de 100, com base em 42 avaliações, indicando "críticas mistas ou médias".